# Pietro Paolo Acquaviva
Pietro Paolo Acquaviva (fl. XIX secolo) è stato uno scultore italiano.

## Biografia
Attivo a Napoli nei primi anni del XIX secolo, era di professione scultore e modellatore di porcellane; eseguì alcuni lavori per il ritorno dei Borbone a Napoli nel 1800, oltre che alcune effigi di Napoleone nel 1806.